# ジャニベク・ハン
ジャニベク・ハン（ペルシア語： جٵنٸبەك حان 、カザフ語：Жәнібек хан, Jänibek xan、生没年不詳）とは、ジョチ家およびオルダ家断絶によるジョチ・ウルス混乱期に勃興したジョチ裔政権のひとつの、カザフ・ハン国の創設者の一人の人物。1465年から1466年にかけてジョチ裔シバン家の後裔でシャイバーニー朝の事実上の創設者となるアブル＝ハイル・ハンに対し反乱を起こし、再従兄弟でトクタキヤの孫であるケレイ・ハン（ギレイ）とともにキプチャク草原の東方に逃れてカザフ・ハン国を創始した。ペルシア語風のジャーニー・ベク・ハーン(Jānī Beg Khān)、アブー・サイード・ハーン (ابو سعيد خان Abū Sa`īd Khān) とも表記される。

## 生涯
ジャニベクは、ジョチ・ウルス左翼オルダ・ウルス麾下のトカ・テムル家に連なる王族で、トカ・テムルの息子のうちウルン・テムルの息子アジキの後裔に属す。カザフスタンではトカ・テムル家出身説とともに、オルダ家出身説が併記されることも多い。バトゥ家、オルダ家が断絶した14世紀後半の混乱期にジョチ・ウルスの当主となりウルスを右翼・青帳、左翼・白帳に再編したアジキ裔のオロス・ハンは彼の曾祖父にあたる。オロス・ハン家の人々は、ティムールの後援を受けたトクタミシュや同じトカ・テムル家のシャディ・ベクなどとジョチ・ウルスの家督を巡る争いで大伯父のトクタキヤや祖父のクユルチュク、父バラクもハンを名乗ったようである。
15世紀半ば、ジョチ・ウルスのシバン家から勃興したウズベクの首長アブル＝ハイル・ハンは中央アジア全域に勢力を拡大し、南部のティムール朝やモグーリスタン・ハン国へも次第に圧力を強めていた。ジャニベクと彼と同じオロス・ハンの曾孫であるトクタキヤの孫であったケレイとともにカザフ分裂派を率い、ウズベクの影響を逃れて部衆を率いてキプチャク草原の東方、モグーリスタンへ移動した。ジャニベク達が移動した時期について研究者たちの間では意見は分かれているが、エセン・ブカ治下のモグーリスタン・ハン国に逃れたという点はおおむね一致している。エセン・ブカは彼らを喜んで受け入れ、チュー川流域で独立した勢力を築き、これが後年のカザフ・ハン国の基礎となった。アブル＝ハイルの死後に多くのウズベクがジャニベク達を頼り、ジャニベクの一団の数は200000人にも達した。1468年にはアブル＝ハイルの後継者であるシャイフ・ハイダルの攻撃に打ち勝ち、逆にハイダルを戦死させた。
彼の知恵を称え、賢者をする意味"Äz"という称号が贈られた。彼の息子カーシム・ハンはカザフ人の法律を成文化した。現在のカザフスタンでは、ジャニベクとケレイによる東方への移住がカザフ人の民族形成と独立を導いたとされている。しかし、15世紀後半当時にこれらジョチ・ウルス起源の諸集団に、現在の「カザフ人」としてのアイデンティティが存在していたかは不明である。
カザフ・ハン国において、共同創設者であるケレイの王統は次代のブルンドゥクまでだが、ジャニベクの王統は代々カザフ・ハン国の当主として存続し、18世紀にはヒヴァ・ハン国の当主としても招かれるようになった。19世紀のボケイ・ハン国の時代まで続く。